# Ora o mai più/Addio
Ora o mai più/Addio è il 74° singolo di Mina, pubblicato a ottobre 1965 su vinile a 45 giri dall'etichetta Ri-Fi.

## Il disco
Esiste anche in versione esclusiva per jukebox, la cui vendita è vietata al pubblico.
Gli arrangiatori dirigono le rispettive orchestre.
Nel 1966, Mina incide le versioni in spagnolo dei due brani, intitolate rispettivamente Ahora o jamas e Adios (non sono noti gli autori dei testi).

Entrambi i pezzi sono stati inseriti nell'EP Una casa en la cima del mundo/Si no estuvieras tu/Adios/Ahora o jamas (Belter 51.645) pubblicato in Spagna e nella raccolta su CD Mina latina del 1998.
Il singolo con i due brani in italiano è stato ristampato per il mercato spagnolo con copertina diversa e i titoli invertiti sui due lati Addio/Ora o mai più (Belter 07-240).

## Successo e classifiche
Grazie a Ora o mai più, sigla dello spettacolo televisivo abbinato alla tradizionale Lotteria di Capodanno, il singolo ottiene un buon successo commerciale.
| Classifica 1965          | Posizione    | Settimane |
| ------------------------ | ------------ | --------- |
| 13 - 20 novembre         | 6 (dalla 12) | 2         |
| 27 novembre - 4 dicembre | 3            | 2         |
| 11 dicembre              | 4            | 1         |
| 18 - 25 dicembre         | 7            | 2         |

| Classifica 1966 | Posizione | Settimane |
| --------------- | --------- | --------- |
| 1 gennaio       | 5         | 1         |
| 8 gennaio       | 6         | 1         |
| 15 gennaio      | 7         | 1         |
| 22 gennaio      | 5         | 1         |
| 29 gennaio      | 7         | 1         |

Tra la fine del 1965 e l'inizio 1966 conta 3 mesi consecutivi di permanenza tra le prime 7 con due settimane al terzo posto. Nello stesso periodo è anche il 29° singolo più venduto.

## Ora o mai più
Sigla finale della trasmissione di varietà televisivo La prova del nove a cui Mina partecipò nelle prime due puntate (29 settembre e 6 ottobre).
Fa parte dell'album Mina & Gaber: un'ora con loro del 1965.
Sempre nel 1965, è stata incisa anche da Nancy Cuomo per l'etichetta discografica napoletana KappaO.
Nel DVD Gli anni Rai 1966-1967 Vol. 7 del cofanetto monografico in 10 volumi pubblicato da Rai Trade e GSU nel 2008, estratto dalla seconda puntata della trasmissione Musica da sera (5 marzo 1967), è presente il video di un medley di Mina che comprende un frammento (0:52) del brano. Questa fantasia, con Chi non conosce te/La lunga estate di Taormina/Va 'bbuono/Stanotte come ogni notte/'Nnammurata mia/Sei nata per essere adorata/Piccolissima serenata/Ora o mai più/Ciao, è contenuta anche nel CD audio I miei preferiti (Gli anni Rai), pubblicato nel 2014.

## Addio
Ha nella melodia di Piero Piccioni reminiscenze operistiche verdiane, precisamente il duetto "O terra addio" dall'Aida, care alla cantante, e un testo, senza ritornello né strofe, essenziale alla scarna immagine trasmessa: una donna rinuncia ad una sua grande momentanea passione, per tornare dall'uomo che non può fare a meno di lei.
Si trova nell'album Studio Uno 66 e in un suggestivo video per i caroselli Barilla girato da Antonello Falqui.
Un video con Mina che presenta la canzone come ospite nella seconda puntata della trasmissione Stasera Rita (20 novembre 1965) è contenuto nel DVD Gli Anni Rai 1965-1966 Vol. 8.
Nel 1967 verrà riproposta in versione orchestrale nella quarta puntata (22 aprile) del programma Sabato sera con un filmato registrato al Teatro Regio di Parma.

## Tracce
Lato A
1. Ora o mai più – 2:22 (testo: Antonio Amurri – musica: Gianni Ferrio; edizioni musicali Peer italiana)

Lato B
1. Addio – 2:29 (testo: Antonio Amurri – musica: Morgan; edizioni musicali General Music)